# Rossia megaptera

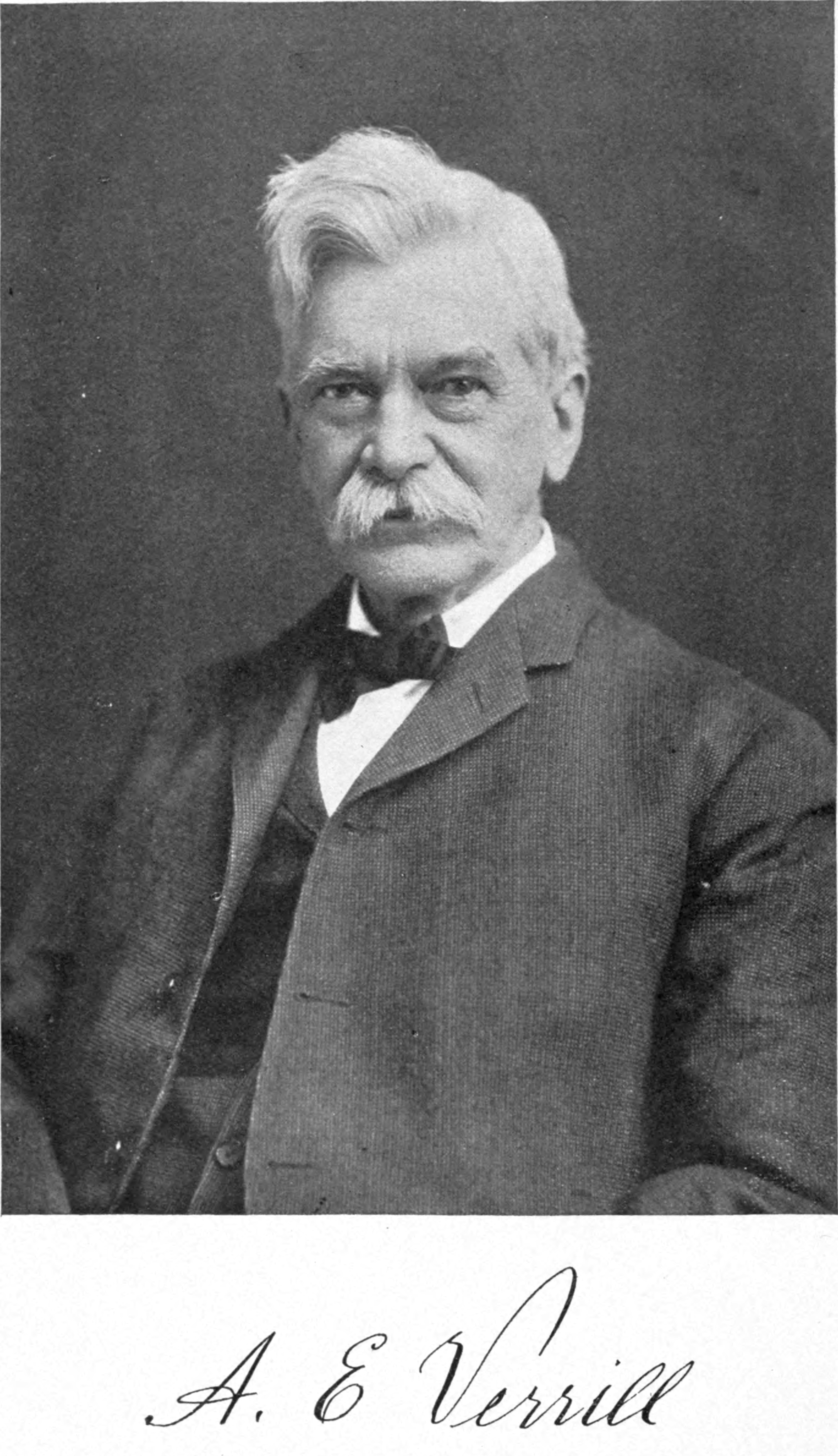
Автор первого описания вида американский зоолог Эддисон Эмери Веррилл.

Rossia megaptera (лат.) — вид головоногих моллюсков рода Rossia из семейства сепиолиды (Sepiolidae).

## Распространение
Атлантический океан (северо-западная часть), включая окрестности острова Гренландия, Девисов пролив и до побережья Канады и США. Встречаются на глубинах от 179 до 1 536 м.

## Описание
Мелкие головоногие моллюски, длина до 4 см.
Щупальцы с расширенной неизогнутой булавой. Гектокотилизированы обе спинные руки. Гладиус развит. Светящиеся органы на чернильном мешке и папиллоивидные железы по бокам прямой кишки отсутствуют. Голова и передний край мантии не срастаются на спинной стороне. Вид был впервые описан в 1881 году американским зоологом Эддисоном Эмери Верриллом (Addison Emery Verrill; 1839—1926).
Включен в список Международной Красной книги МСОП в статусе LC (Least Concern).